# Vernon (Indiana)
Vernon es un pueblo ubicado en el condado de Jennings en el estado estadounidense de Indiana. En el Censo de 2010 tenía una población de 318 habitantes y una densidad poblacional de 515,88 personas por km².

## Geografía
Vernon se encuentra ubicado en las coordenadas 38°59′7″N 85°36′38″O / 38.98528, -85.61056. Según la Oficina del Censo de los Estados Unidos, Vernon tiene una superficie total de 0.62 km², de la cual 0.62 km² corresponden a tierra firme y (0%) 0 km² es agua.

## Demografía
Según el censo de 2010, había 318 personas residiendo en Vernon. La densidad de población era de 515,88 hab./km². De los 318 habitantes, Vernon estaba compuesto por el 97.48% blancos, el 0.31% eran afroamericanos, el 0% eran amerindios, el 0.31% eran asiáticos, el 0% eran isleños del Pacífico, el 0.31% eran de otras razas y el 1.57% pertenecían a dos o más razas. Del total de la población el 0.63% eran hispanos o latinos de cualquier raza.